# New Hope (Wisconsin)
New Hope es un pueblo ubicado en el condado de Portage en el estado estadounidense de Wisconsin. En el censo de 2010 tenía una población de 718 habitantes y una densidad poblacional de 7,62 personas por km².

## Geografía
New Hope se encuentra ubicado en las coordenadas 44°33′2″N 89°16′56″O / 44.55056, -89.28222. Según la Oficina del Censo de los Estados Unidos, New Hope tiene una superficie total de 94,29 km², de la cual 92,16 km² corresponden a tierra firme y (2,25%) 2,12 km² es agua.

## Demografía
Según el censo de 2010, había 718 personas residiendo en New Hope. La densidad de población era de 7,62 hab./km². De los 718 habitantes, New Hope estaba compuesto por el 97,08% blancos, el 0,28% eran afroamericanos, el 0,14% eran amerindios, el 0,28% eran asiáticos, el 0% eran isleños del Pacífico, el 1,11% eran de otras razas y el 1,11% pertenecían a dos o más razas. Del total de la población el 2,51% eran hispanos o latinos de cualquier raza.